# Anisotremus
Anisotremus è un genere di pesci ossei appartenenti alla famiglia Haemulidae.

## Descrizione
Le dimensioni variano secondo la specie, dai 15 cm di Anisotremus moricandi  ai 76 cm di Anisotremus surinamensis .

## Specie
Al genere appartengono 10 specie:
- Anisotremus caesius
- Anisotremus davidsonii
- Anisotremus dovii
- Anisotremus interruptus
- Anisotremus moricandi

- Anisotremus pacifici
- Anisotremus scapularis
- Anisotremus surinamensis
- Anisotremus taeniatus
- Anisotremus virginicus